# Wilhelm Hein (Regisseur)
Wilhelm Hein (* 12. Februar 1940 in Duisburg; † 15. März 2025) war ein deutscher avantgardistischer Filmemacher, Filmproduzent, Filmregisseur, Filmtheoretiker und Performancekünstler. Er gilt als einer der wichtigsten „Underground-Filmemacher“ in Deutschland.

## Leben und Werk
Wilhelm Hein war der Sohn des kaufmännischen Angestellten Wilhelm Hein und seiner Ehefrau Margarete, geborene Schmidt. 1959 machte er sein Abitur in Duisburg.
Er absolvierte ein Studium der Kunst und Ökonomie an der Universität München. Danach folgte ab 1962 ein Studium der Kunstgeschichte, Philosophie und Germanistik an der Universität zu Köln. Hein war jahrelang Assistent von Professor Alphons Silbermann am Institut für Massenkommunikation in Köln. 1964 heiratete er die Studentin Birgit Michelis, die er 1959 als Teilnehmerin einer Gruppenausstellung kennengelernt hatte.
Wilhelm Hein war 1968 Mitbegründer von „XScreen“ in Köln für Veranstaltungen der Subkultur und Programmarbeit für diverse Kinos. „XScreen“ war die erste Vorführstelle für unabhängige Filme in Deutschland.
Von 1966 bis 1988 arbeitete er in Form von Performances und Filmen mit seiner Frau Birgit Hein zusammen. Gemeinsam mit Birgit Hein war er mit zwei Filmarbeiten an der Documenta 5 in Kassel im Jahr 1972 in der Abteilung: Filmschau: New European Cinema beteiligt und auch auf der Documenta 6 im Jahr 1977 als Künstler vertreten.
Wilhelm Hein veröffentlichte zahlreiche Publikationen über den Avantgardefilm. Seit dem Jahr 1989 arbeitete er unter anderem an einem 13-Stunden Dokumentarfilm.

## Filmografie
| - 1967: Olé - 1967: S&W - 1967: Und Sie? - 1968: Grün - 1968: Rohfilm - 1968: Werbefilm Nr. 1: Bamberg - 1969: 625 - 1969: Reproductions - 1969: Sichtbarmachung der Wirkungsweise optischer Gesetze am einfachen Beispiel - 1969: Square Dance - 1969: Work in Progress Teil A. 1. Take. – 2. Catania. – 3. Ohne Titel. – 4. Ohne Titel. – 5. Der Raub der Juwelen. – 6. Ohne Titel - 1970: Auszüge aus einer Biografie - 1970: Foto-Film - 1970: Ludwig van Beethoven – Ein Leben für die Musik - 1970: Madison/Wis. - 1970: Porträts. 1. Charles Manson. – 2. Ronald Biggs. – 3. Wilhelm Hein - 1970: Replay - 1970: Reproduktionsimmanente Ästhetik - 1970: Work in Progress Teil B - 1971: Altes Material - 1971: Autobahn - 1971: Doppelprojektion I - 1971: I Want You To Be Rich - 1971: Liebesgrüße - 1971: Porträts. 4. Nina I-III - 1971: Videotape I. - 1971: Work in Progress Teil C. 1919. – Spielfilm. – Stierkampf. – Karin Michelis 1936. – Sprecher. – FKK-Akt. – Boxkampf. – Blondie. - 1971: Work in Progress Teil D. - 1971: Yes to Europe - 1971: Zoom – kurze Fassung | - 1971: Zoom – lange Fassung - 1972: Aufblenden/Abblenden - 1972: Dokumentation - 1972: Doppelprojektionen II-V - 1972: Fußball - 1972: Porträts. Alte Familienfotos. – 1936. – Altes Material - 1972: Porträts. Kurt Schwitters I, II, III - 1972/1973: Ausdatiertes Material - 1973: God Bless America - 1973: London - 1973/1974: Stills - 1974: Künstlerfilme I - 1974: Künstlerfilme II - 1974: Strukturelle Studien - 1975: Porträts II - 1976: Materialfilme I - 1976: Materialfilme II - 1977: Porträts III (1970–1977) - 1978: Kurt Kren. Porträt eines experimentellen Filmmachers - 1978/1979: Verdammt in alle Ewigkeit - 1980: Superman und Superwoman - 1981: Die Medien und das Bild. Andy Warhol Kunst - 1982: Love Stinks – Bilder des täglichen Wahnsinns - 1984–1986: Verbotene Bilder - 1985: Home Movies 1971 – 1981 - 1985/1986: Monumentalfilm über den Lebens- und Leidensweg unseres Herrn Jesus Christus, kurz: Jesusfilm /Episode: Fußwaschung - 1987: Das Innere des Granatapfels - 1987/1988: Die Kali-Filme - 1989–1994: To Those Who Found no Graves - 1996: Der König der Froschschenkel - 2002: You Killed the Undergroundfilm Or The Real Meaning of Kunst bleibt …bleibt… (2013 vollendet) - 2000/2009: Materialfilm Performance: Ein 35mm Cinemascope Expanded Cinema Event |